# Roger Clemens
William Roger Clemens, Spitzname The Rocket, (* 4. August 1962 in Dayton, Ohio) ist ein ehemaliger US-amerikanischer Baseballspieler in der Major League Baseball (MLB) auf der Position des Pitchers. Zuletzt war er in der Saison 2007 für die New York Yankees aktiv. Sein erstes Spiel in der MLB bestritt Clemens am 15. Mai 1984 für die Boston Red Sox, bei denen er 13 Spielzeiten als Starting Pitcher unter Vertrag stand.

## Karriere

### Boston Red Sox (1984–1996)
Im Jahr 1983 wurde Clemens von den Boston Red Sox an Nummer 13 gedraftet und durchlief in der Folge zügig das Minor-League-System. Bereits am 15. Mai 1984 gab er sein Debüt in der Major League.
Mit seinen 24 Siegen als Starting Pitcher hatte Clemens großen Anteil daran, dass die Red Sox 1986 die World Series erreichten, die sie dann aber nicht gewinnen konnten. Clemens erhielt in dieser Saison den MVP-Award der American League. Zudem gelang es Clemens, als erstem Pitcher überhaupt in der MLB, in einem regulären Spiel über neun Innings 20 Schlagmänner mit einem Strikeout vom Feld zu schicken. Dieses Kunststück, welches ihm gegen die Seattle Mariners gelang, konnte er zehn Jahre später (1996) gegen die Detroit Tigers wiederholen.
Obwohl Clemens Trikotnummer 21 bei den Red Sox nicht offiziell retired ist, hat sie, seitdem er den Club verlassen hat, kein anderer Spieler mehr getragen.

### Toronto Blue Jays (1997–1998)
Nach seinem Trade zu den Blue Jays konnte Clemens in seinen beiden Spielzeiten in Kanada jeweils den Cy Young Award und die Pitching-Triple-Crown gewinnen.
Bei seinem ersten Heimspiel im Dress der Blue Jays machte Clemens ein gutes Spiel, indem er nur vier Hits und einen einzigen Run in acht gespielten Innings zuließ. Unter den 24 Outs, die er warf, waren ganze 16 Strikeouts.

### New York Yankees (1999–2003)
Der Trade zu den New York Yankees war für Clemens die Möglichkeit, endlich die World Series gewinnen zu können, was ihm schließlich in den Jahren 1999 und 2000 auch gelang.
Am 8. Juli 2000 ereignete sich ein Vorfall zwischen Clemens und dem Catcher Mike Piazza von den New York Mets. Clemens traf Piazza mit einem Pitch mitten ins Gesicht. Es wurde behauptet der Hit by Pitch wäre Absicht von Clemens gewesen, da Piazza im Vorfeld sehr erfolgreich gegen ihn geschlagen hatte. Einen Monat vor dem Zwischenfall hatte Piazza gegen Clemens gar einen Grand Slam geschlagen. Das erste Wiedersehen nach diesem Vorfall fand ausgerechnet in der World Series 2000 statt, welche beide New Yorker Clubs, also die Yankees als auch die Mets erreichten.
Zu Beginn des Jahres 2003 gab Clemens erstmals seinen Rücktritt vom Profisport bekannt, den er am Ende der Saison vollziehen wollte. Am 13. Juni 2003 erreichte Clemens bei Spiel gegen die St. Louis Cardinals gleich zwei wichtige Meilensteine eines Pitchers in einem Spiel. Zum einen war es der 300. Sieg in seiner Karriere und zum anderen konnte Clemens in diesem Spiel seinen 4000. Strikeout werfen.

### Houston Astros (2004–2006)
Im Jahre 2004 beschloss Clemens, doch noch vom Ruhestand zurückzutreten und unterschrieb einen Einjahresvertrag bei den Houston Astros. Im Mai 2004 konnte sich Clemens mit seinem 4137. Strikeout in der ewigen Bestenliste auf Platz 2 hinter den Rekordhalter Nolan Ryan (5714 Strikeouts) setzen. Clemens kündigte an, nach der Saison 2004 zurückzutreten.
Aber auch dieser Rücktritt hatte nur kurz bestand. Die Astros boten ihm für die Saison 2005 ein Jahresgehalt von 13,5 Mio. US-Dollar. Clemens forderte 22 Mio. und am Ende einigte man sich auf einen Einjahresvertrag über 18.000.022 US-Dollar. Dass Clemens noch längst nicht zum alten Eisen gehörte, bewies er, indem er in seinem 22. Profijahr mit 1,87 den besten Earned Run Average seiner Karriere erreichte. Auch dank ihm erreichten die Astros die World Series 2005, bei der Clemens allerdings nur zwei Innings (in Spiel 1) warf. Die Astros verloren durch einen Sweep der Chicago White Sox.
Clemens wollte nach der Saison zum dritten Mal seine Karriere beenden, unterschrieb aber erneut einen Einjahresvertrag mit einem Gehalt von 22.000.022 US-Dollar. Dies wäre die höchste Summe, die jemals für eine Saison in der MLB bezahlt worden ist. Wenn Clemens allerdings nicht die ganze Saison spielt, erhält er nur einen Teil der Summe (etwa 12 Mio. US-Dollar). Clemens kehrte am 22. Juni 2006 gegen die Minnesota Twins zurück auf den Hügel, verlor allerdings gegen den Rookie Francisco Liriano mit 2:4.

### New York Yankees (2007)
Am 6. Mai gab Roger Clemens bekannt, dass er wieder für die New York Yankees spielen werde. Nach Berichten der New York Times unterschrieb Clemens einen Prorated Vertrag in Höhe von 28 Millionen Dollar für die gesamte Saison. Clemens kam aber nur zu wenigen Einsätzen, so dass er in der Spielzeit nur auf einen Rekord von 6–6 kam und die Saison mit einem ERA von 4,18 beendete. Anschließend beendete er seine aktive Karriere.

## Besonderheiten
- Clemens hat siebenmal den Cy Young Award gewonnen, öfter als jeder andere Spieler.
- Clemens hat als vierter Pitcher überhaupt den Cy Young Award in beiden Ligen gewonnen.
- Clemens war 2004 mit 42 Jahren der älteste Pitcher, der je den Cy Young Award gewinnen konnte.
- Clemens ist einer von nur drei Spielern, die für beide Ligen am All-Star-Game teilnahm.
- Clemens tritt in einer Folge der Simpsons mit dem Titel „Der Wunderschläger“ als Trickfilmfigur auf, die er selbst synchronisierte.
- Clemens trat außerdem in einer Folge der Serie MythBusters – Die Wissensjäger auf, die sich ausschließlich mit Baseball-Mythen beschäftigte.